# Martinet à ventre blanc
Tachymarptis melba
Espèce
Statut de conservation UICN

 LC  : Préoccupation mineure
Répartition géographique
- aire d'habitat permanent
- aire de nidification
- passages
- aire d'hivernage

Le Martinet à ventre blanc (Tachymarptis melba) ou Martinet alpin, est une espèce d'oiseaux de la famille des Apodidae. Il peut voler sans s’arrêter pendant six mois.
Selon les auteurs, cette espèce est placée dans le genre Apus ou dans le genre Tachymarptis, dont elle est considérée comme l'espèce type.

## Morphologie
Le martinet à ventre blanc mesure de 20 à 22 cm de long pour une envergure de 51 à 58 cm, ce qui est notablement plus grand que son cousin le martinet noir. Le dessus du corps et la queue fourchue sont bruns, le ventre et la gorge sont blancs, séparés d'un collier brun.

Sans considération de taille, il pourrait être confondu avec une hirondelle de rivage, du fait de leurs silhouettes et de leurs coloris proches.

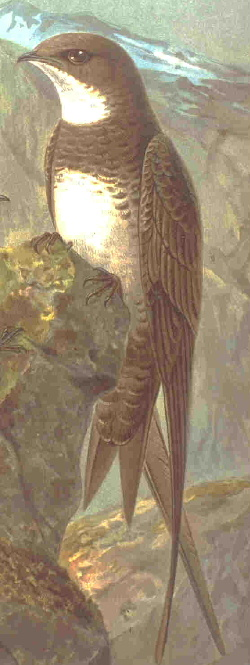
Martinet à ventre blanc

## Comportement
Les martinets à ventre blanc passent la plus grande partie de leur vie dans les airs, vivant des insectes qu'ils attrapent dans leur bec. Ils boivent sur l'aile, se perchent sur des falaises ou des murs verticaux. Lors de leur migration entre l'Europe et l'Afrique de l'Ouest, les martinets à ventre blanc sont capables de voler pendant environ 200 jours d'affilée : ils planent ou battent des ailes en permanence, se nourrissent d'insectes capturés en vol et ne se posent pas pour dormir,. Tous les processus physiologiques vitaux, y compris le sommeil, peuvent être effectués en vol.
Les martinets à ventre blanc montent en altitude à la tombée du jour et dorment en volant, soit d'un soit des deux hémisphères. Ils peuvent ainsi rester 200 jours par an sans se poser

## Reproduction
Les martinets à ventre blanc nichent en colonies, privilégiant les milieux rupestres, y compris de hauts bâtiments, sur les flancs ensoleillés. Son nid est constitué de plumes et de feuilles agglomérés avec de la salive.
Ils sont monogames. La femelle pond trois œufs, dont l'incubation durera 21 jours. Comme d'autres martinets, les jeunes martinets à ventre blancs sont nourris par des "balles alimentaires" apportées par les parents. Ces "balles" sont constituées par les parents, agglomérées avec de la salive dans leur sac gulaire.

La maturité sexuelle des jeunes est atteinte lors de leur troisième année.

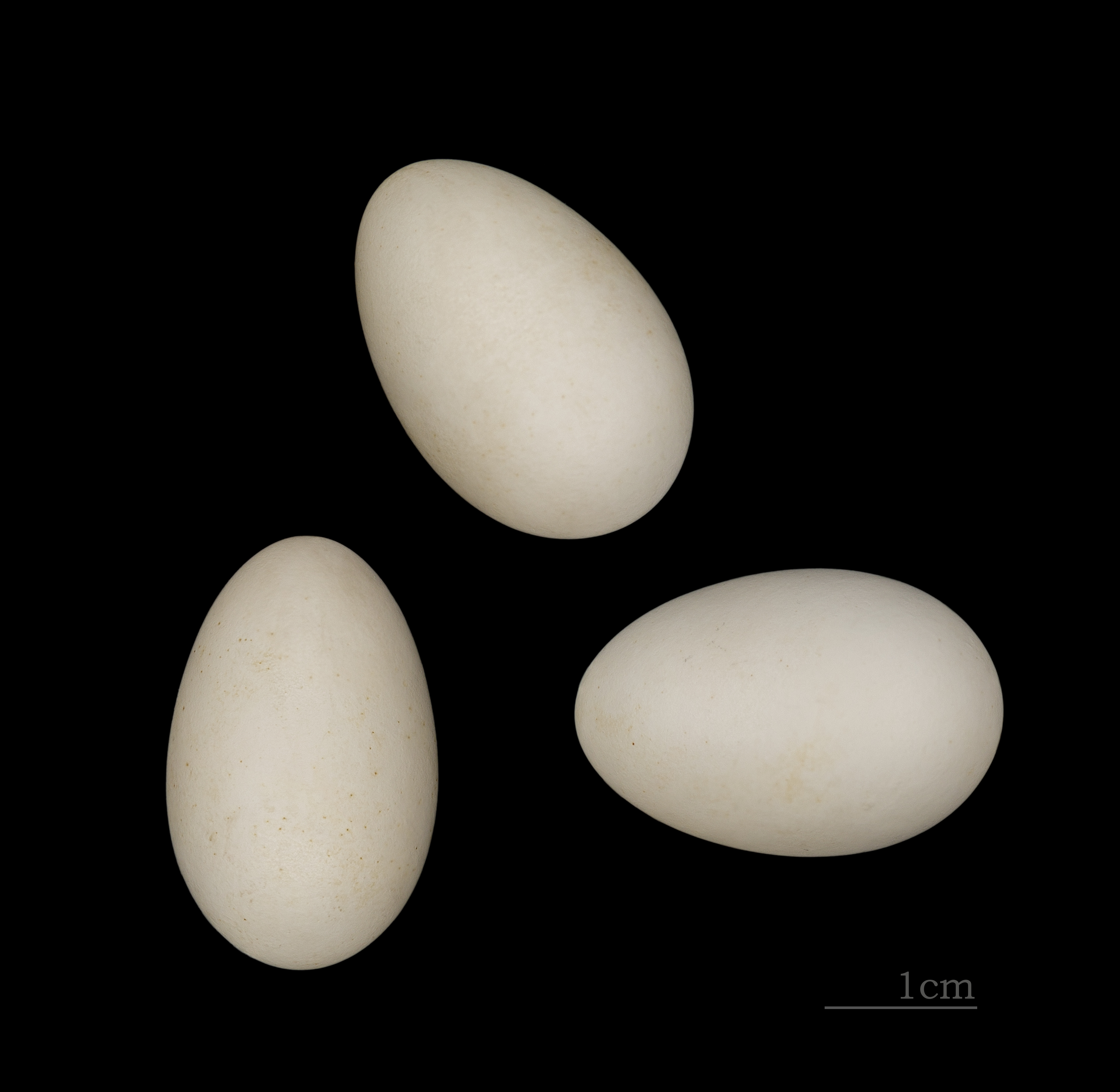
Œufs de Tachymarptis melba Muséum de Toulouse

## Répartition et habitat
En Europe, le martinet à ventre blanc privilégie les zones de relief du bassin méditerranéen lors de la période de reproduction (d'avril à septembre). On le rencontre en France essentiellement dans le quart sud-est du territoire, d'où le nom parfois utilisé de martinet alpin ("alpine swift" en anglais).
En ce mois de mai 2018, une population nombreuse a investi les Vieux Salins d'Hyères dans le Var.[réf. nécessaire] De même en mai 2019, de très nombreux couples nichent dans les gorges de l'Ardèche.[réf. nécessaire] Il en existe trois colonies en Alsace, dont une à Colmar où la ville a installé un nichoir avec la LPO.

## Systématique
L'espèce Tachymarptis melba a été décrite  par le naturaliste suédois Carl von Linné en 1758, sous le nom initial de Hirundo Melba.

## Alimentation
Elle est essentiellement composée d’insectes capturés en vol : hémiptères, hyménoptères, coléoptères et parfois d'araignées.

### Synonymie
- Hirundo Melba Linné, 1758 Protonyme
- Apus melba

### Noms vernaculaires
- Martinet alpin
- Martinet des Alpes
- Martinet royal
- Martinet à ventre blanc

## Répartition et sous-espèces
Selon la classification de référence du Congrès ornithologique international (15.1, 2025) il se répartit en dix sous-espèces (ordre phylogénique) :
- T. m. melba (Linnaé, 1758) — du sud de l'Europe au nord-ouest de l'Iran ;
- T. m. tuneti (Tschusi, 1904) — de l'Afrique du Nord au Pakistan ;
- T. m. archeri (Hartert, 1928) — Proche-Orient, sud-ouest de l'Arabie et nord de la Somalie ;
- T. m. maximus (Ogilvie-Grant, 1907) — Rwenzori ;
- T. m. africanus (Temminck, 1815) — aire dissoute à travers l'Afrique orientale et sud-ouest de l'Angola ;
- T. m. marjoriae (Bradfield, 1935) — Namibie ;
- T. m. willsi (Hartert, 1896) — Madagascar ;
- T. m. nubifugus (Koelz, 1954) — Himalaya ;
- T. m. dorabtatai (Abdulali, 1965) — Inde ;
- T. m. bakeri (Hartert, 1928) — Sri Lanka.